# 趙應旟
趙應旟（16世紀—17世紀），字敏卿，江西南昌府南昌縣老廈人，明朝政治人物。

## 生平
趙應旟是萬曆二十五年（1597年）丁酉科江西鄉試舉人，四十二年（1614年）授靖江知縣，停止羡金、減去供億，又上請當道擱置將地方鹽食供應由淮安轉至浙江，同時修築土崗改善地脈、與鄉紳朱家楫、劉文栻修縣志，他擅長書法，縣內祠廟皆有其墨蹟，陞台州通判，官至長沙同知。

## 引用
1. 1 2  民國《南昌縣志·卷三十三·人物志四》：趙應旟，字敏卿，老廈人，皆舉人知靖江縣，斥羨金供億邑連通泰食淮鹽，上官欲行浙鹽民不便，應旟力爭乃罷，孔道積水，應旟為甃石，隄旅不病涉，陞台州通判，轉長沙府同知皆有聲。
2. ↑  民國《南昌縣志·卷二十二·選舉志三》：科第下……明……萬曆二十五年丁酉鄉試……趙應旟 字敏卿，應旂弟，詳傳
3. ↑  光緒《靖江縣志·卷十二·良吏傳》：趙應旟，字敏卿，江西南昌人，萬厯四十二年由舉人任，斥羡金、減供億，誠心質行，政主便民，邑北連通泰素食淮鹽，當事者欲行浙鹽，力爭之乃報可，嘗以邑後地脈卑緩，築一土崗鎮之，其他修舉事宜悉取諸俸鍰，不累民間半菽，有古廉吏風，生平工書法，古祠廟墨蹟猶存，又與邑紳朱家楫、劉文栻修輯邑志，覽之者皆曰信史，僅陞台州府通判。